# Dmenin
Dmenin [pronunciación en polaco: /ˈdmɛnin/] es un pueblo ubicado en el distrito administrativo de Gmina Kodrąb, dentro del Distrito de Radomsko, Voivodato de Łódź, en Polonia central. Se encuentra aproximadamente a 9 kilómetros al este de Radomsko y a 80 kilómetros al sur de la capital regional Łódź.
El pueblo tiene una población de 600 habitantes.